# Associação Cultural e Desportiva Potiguar
L'Associção Cultural e Desportiva Potiguar est un club brésilien de football basé à Mossoró dans l'État du Rio Grande do Norte.

## Palmarès
- Championnat de l'État du Rio Grande do Norte
  - Champion : 2004